# Hans Kößler (Schreiner)
Hans Kößler (* 24. Juni 1892 in Lauingen an der Donau; † 3. August 1974 in Babenhausen, Schwaben) war ein deutscher Unternehmer.

## Leben
Kößler stammt aus einer bis ins 16. Jahrhundert nachweisbaren Schreinerfamilie. Sämtliche männliche Vorfahren von Hans Kößler waren nachweislich selbstständige Schreiner seit 1532 in bayerisch Schwaben. Hans Kößler wurde als Sohn des Kunstschreiners und Bildhauers Kößler Balthasar in Lauingen geboren. Von 1903 bin 1906 besuchte er die Realschule in Neuburg an der Donau. Seine Lehre als Bildhauer und Kunstschreiner absolvierte er ab 1906 in der väterlichen Werkstatt in Babenhausen/Schwaben und legte 1911 die Gesellenprüfung ab. In den Jahren 1914 bis 1918 nahm er am Krieg teil. Nach dem Tod des Vaters 1915 und der Rückkehr 1919 aus dem Krieg übernahm er die väterliche Schreinerei.
1925 gründete er mit einigen Kollegen die „Freie Schreinerinnung“ und wurde zu ihrem Obermeister gewählt. Von 1934 bis 1945 war er Obermeister der Schreiner-Innung Illertissen. Acht Jahre später wurde er wieder zum Obermeister dieser Innung bis 1957 gewählt. In der Zeit von 1939 bis 1946 war er Vorstandsmitglied des Landesverbandes bayerischer Schreinermeister und Kulturwart des bayerischen Schreinerhandwerks. Seit 1953 war er bis 1958 Kulturwart für Südbayern und betätigte sich als Referent auf dem Gebiet „Bäuerliches Wohnwesen“.
Von 1925 bis 1928 war er Ausschussmitglied des Gewerbevereins Babenhausen, von da ab bis 1934 Gewerbevereinsvorstand. Ab Oktober 1934 war er bis 1946 Kreishandwerksmeister. In den Jahren von 1942 bis 1946 war er auch für den Bezirk Neu-Ulm als Kreishandwerksmeister tätig. Von 1948 an wurde er wieder bis 1954 im Bezirk Illertissen zu Kreishandwerksmeister gewählt und war stellvertretender Handwerksmeister bis 1958. Als Obermeister der Schreinerinnung Illertissen wurde ihm im selben Jahr das Handwerksabzeichen mit vergoldetem Mittelfeld vom Zentralverband des deutschen Handwerks verliehen. Kößler widmete sich auch der Ausbildung des Schreinernachwuchses. Er führte die Schreinerabteilung und gab Zeichenunterricht. Er war Mitglied der Vollversammlung der Handwerkskammer Schwaben in Augsburg.
Aus seiner Ehe mit Franziska Huber aus Babenhausen gingen die beiden Kinder Gertrud, und Hans hervor. Sein Sohn Hans führte die Schreinerei bis 1991 weiter. Sein Enkel Johannes Kößler steht ebenfalls in der Familientradition, er ist Schreinermeister und Möbelrestaurator. Seit 1999 betreibt er eine Werkstätte für Möbelrestaurierung und handelt mit antiken Möbeln in Babenhausen/Schwaben.

## Auszeichnungen
- Eisernes Kreuz zweiter Klasse
- 1958 Verdienstkreuz am Bande des Verdienstordens der Bundesrepublik Deutschland